# Kim Steinmetz
Kim Steinmetz (Saint Louis, 22 dicembre 1957) è un'ex tennista statunitense.

## Carriera
In carriera ha raggiunto una finale di doppio al Borden Classic nel 1981, in coppia con l'australiana Elizabeth Smylie. Nei tornei del Grande Slam ha ottenuto il suo miglior risultato raggiungendo il terzo turno nel singolare all'Open di Francia nel 1982, e a Wimbledon nel 1984.

## Statistiche

### Doppio

#### Finali perse (1)
| Numero | Anno            | Torneo                | Superficie | Compagna         | Avversarie in finale                   | Punteggio |
| 1.     | 18 ottobre 1981 | Borden Classic, Kyoto | Cemento    | Elizabeth Smylie | Marianne van der Torre Nanette Schutte | 2-6, 4-6  |

### Risultati in progressione
| Sigla | Risultato               |
| ----- | ----------------------- |
| V     | Vincitore               |
| F     | Finalista               |
| SF    | Semifinalista           |
| O     | Oro olimpico            |
| A     | Argento olimpico        |
| SF    | Bronzo olimpico         |
| QF    | Quarti di Finale        |
| 4T    | Quarto turno            |
| 3T    | Terzo turno             |
| 2T    | Secondo turno           |
| 1T    | Primo turno             |
| RR    | Round Robin             |
| LQ    | Turno di qualificazione |
| A     | Assente                 |
| ND    | Non disputato           |

| Legenda superfici    |
| -------------------- |
| Cemento              |
| Terra battuta        |
| Erba                 |
| Superficie variabile |

#### Singolare nei tornei del Grande Slam
| Torneo          | 1981 | 1982 | 1983 | 1984 | 1985 | 1986 | 1987 | 1988 |
| --------------- | ---- | ---- | ---- | ---- | ---- | ---- | ---- | ---- |
| Australian Open | 1T   | A    | A    | A    | A    | ND   | A    | 1T   |
| Open di Francia | A    | 3T   | 2T   | 1T   | 1T   | A    | A    | A    |
| Wimbledon       | A    | 2T   | 1T   | 3T   | A    | 1T   | A    | A    |
| US Open         | 1T   | 2T   | 2T   | 1T   | A    | A    | A    | 2T   |

#### Doppio nei tornei del Grande Slam
| Torneo          | 1981 | 1982 | 1983 | 1984 | 1985 | 1986 | 1987 | 1988 | 1989 |
| --------------- | ---- | ---- | ---- | ---- | ---- | ---- | ---- | ---- | ---- |
| Australian Open | A    | A    | A    | 1T   | 1T   | ND   | A    | 1T   | A    |
| Open di Francia | A    | 2T   | 2T   | 1T   | 1T   | 2T   | A    | A    | 1T   |
| Wimbledon       | A    | 1T   | 1T   | 1T   | 1T   | 1T   | 2T   | 1T   | 2T   |
| US Open         | 1T   | 1T   | A    | 1T   | 1T   | 1T   | 1T   | A    | A    |

#### Doppio misto nei tornei del Grande Slam
| Torneo          | 1982 | 1983 |
| --------------- | ---- | ---- |
| Australian Open | ND   | ND   |
| Open di Francia | A    | A    |
| Wimbledon       | 2T   | 2T   |
| US Open         | 1T   | A    |